# Ларош Герман Августович
Герман Августович Ларош (13 (25) травня 1845, Санкт-Петербург — 5 (18) жовтня 1904, Санкт-Петербург) — російський музичний та літературний критик, педагог, композитор.

## Біографія
Народився в C.-Петербурзі 1845 року. Закінчивши курс в Санкт-Петербурзької консерваторії.
З 1866 до 1870 року був професором теорії та історії музики в Московській консерваторії.
1867 року з'явилася в «Російському Віснику» його велика стаття: «Глінка і його значення в музиці», видана окремою книгою в Москві 1868 року. Переїхавши 1871 року в Санкт-Петербург, де він отримав місце професора теорії, а потім і історії музики Санкт-Петербурзької консерваторії, Ларош став постійним співробітником в газеті «Голос», поміщаючи в ній музичні та літературні фейлетони.
Близько 1875 року Ларош залишив Санкт-Петербурзьку консерваторію; пізніше знову викладав у консерваторіях Санкт-Петербурзькій та Московській. Читав в Санкт-Петербурзі з великим успіхом публічні лекції з історії музики; писав у «Музичному Листку», «Щорічнику Імператорських театрів», «Новинах» та ін.
Під редакцією Лароша виданий був виконаний М. Чайковським російський переклад «Нової біографії Моцарта» Улибишева (написаної по-французьки). З музичних творів Лароша визначаються увертюра до опери «Кармозіна» та симфонічне Allegro. Обидва твори були виконані в симфонічних зборах Імператорського Російського музичного товариства.